# NEC V20
O NEC V20 foi um processador desenvolvido pela NEC, com aproximadamente 29.000 transístores. Era uma versão do microprocessador Intel 8088 desenvolvido com utilização de engenharia reversa. O conjunto de instruções era compatível com o Intel 80186, processando a uma freqüência entre 8 e 10 MHz. O desenho era mais eficiente que o do 8088, pelo que o V20 funcionava cerca de 30% mais rápido.

## Recursos
O dado do V20 compreendia 63.000 transistor s, mais que o dobro dos 29.000 da CPU 8088. O chip foi projetado para um clock duty cycle de 50 %, em comparação com o ciclo de trabalho de 33% usado pelo 8088.  Diferenças internas significavam que um V20 normalmente poderia completar mais instruções em um determinado tempo do que um Intel 8088 executando na mesma frequência. 
O V20 foi fabricado em tecnologia CMOS de 2 mícrons.  Versões anteriores estavam disponíveis que funcionavam em velocidades de 5, 8 e 10 MHz.  : 2 Em 1990, uma atualização da tecnologia do processo de fabricação resultou no V20H e V20HL, com desempenho aprimorado e consumo de energia reduzido.  Versões posteriores adicionaram velocidades de 12 e 16 MHz. Os V20HLs também eram completamente estáticos, permitindo que seu relógio fosse interrompido.
O V20 foi descrito como internamente com 16 bits de largura. Ele usou um barramento de dados externo de 8 bits que foi multiplexado nos mesmos pinos que o byte inferior do barramento de endereço. Seu barramento de endereço de 20 bits era capaz de endereçar 1 MB.
Foi relatado que o V20 era compatível com o coprocessador Intel 8087 Floating Point Unit (FPU).  A NEC também produziu seu próprio FPU, o μPD72091.
O V30, uma CPU quase idêntica com um barramento de dados externo de 16 bits, estreou em 1 de março de 1984.   Era pin e código-objeto compatível com Intel 8086.

## Extensões ISA
O V20 Instruction Set Architecture (ISA) incluía várias instruções não executadas pelo 8088. Elas incluíam instruções para manipulação de bits, operações BCD compactadas, multiplicação e divisão. Eles também incluíram novas instruções de modo real do Intel 80286. 
As instruções  ADD4S ,  SUB4S  e  CMP4S  foram capazes de adicionar, subtrair e comparar grandes números compactados decimal codificado por binário armazenados em memória. As instruções  ROL4  e  ROR4  giram os nibble s de quatro bits. Outra família consistia nas instruções  TEST1 ,  SET1 ,  CLR1  e  NOT1 , que testam, definem, limpam, e inverter bits únicos de seus operandos, mas são muito menos eficientes do que os i80386 equivalentes posteriores   BT ,   BTS ,   BTR  e   BTC ; nem são suas codificações compatíveis. Havia duas instruções para extrair e inserir campos de bits de comprimentos arbitrários ( EXT ,  INS ). E, finalmente, havia dois prefixos de repetição adicionais,  REPC  e  REPNC , que alteraram o   REPE  original e   REPNE  instruções e permitia que uma string de bytes ou palavras fosse digitalizada

## NEC V30
O NEC V30 era uma versão do NEC V20, compatível com o processador Intel 8086 de 16 bits.